# Jardin botanique de Chișinău

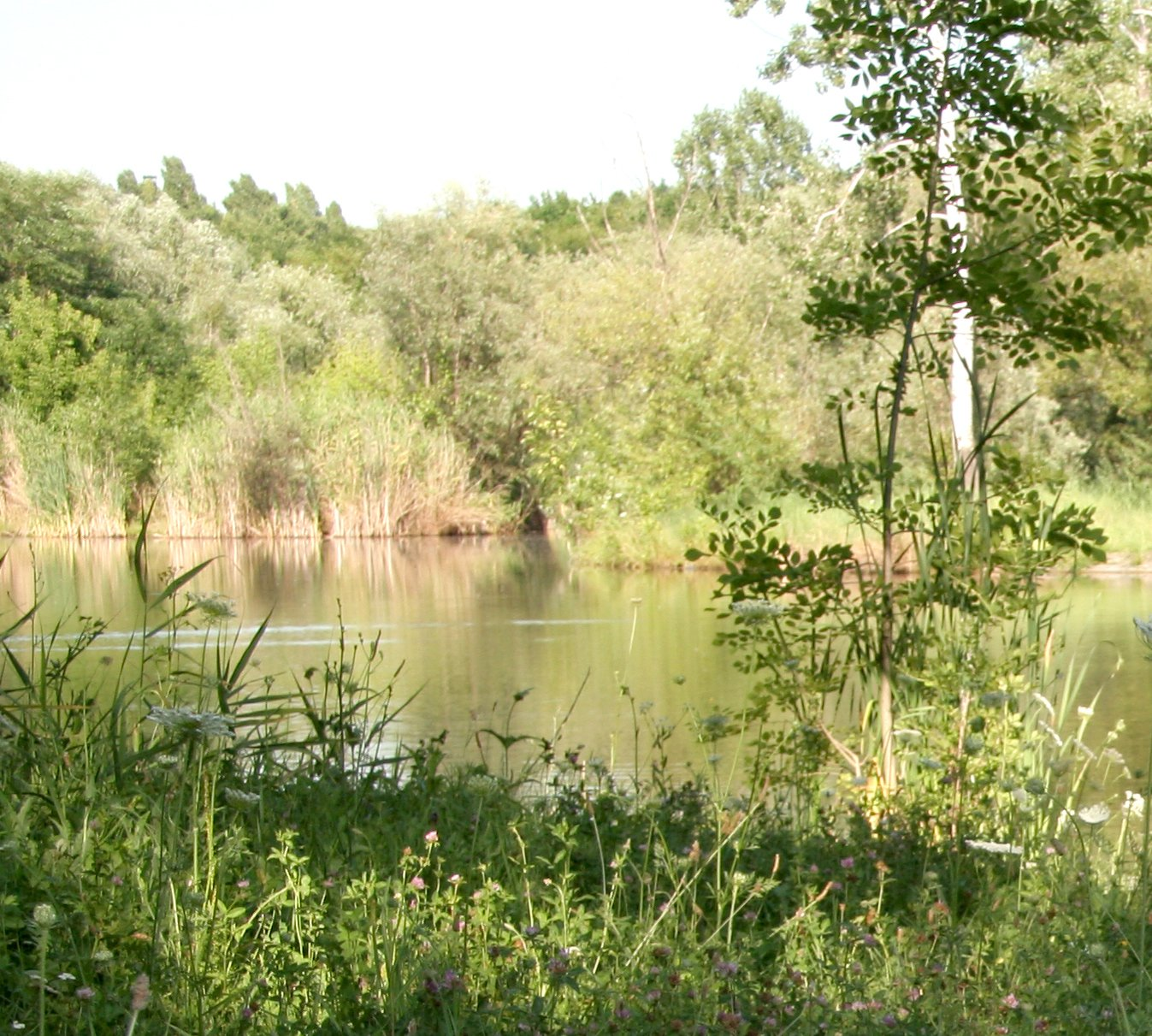
Le jardin botanique de Chişinău.

Le jardin botanique de Chişinău est un jardin botanique moldave qui n'est pas le premier de ce type : l'Université en avait un de 76 ha, détruit pendant la Seconde Guerre mondiale puis rouvert le 1er septembre 1950 par les botanistes V. Andreev, T. Gheiderman (directeur de l'établissement de 1950 à 1964), A. Negru et V. Rabin. Le quartier où il se trouvait, au nord de la capitale, près de la rivière Durlești, est devenu une banlieue de HLM, mais porte toujours le nom de « Botanica ».
Dans son emplacement actuel, au S-E de Chișinău, le jardin date de 1964 : il s'étend sur 104 ha et son premier directeur fut A. Ciubotaru. Ce jardin comporte 24 types de sols différents, avec des résurgences. Le directeur depuis 2010 est Alexandru Teleuță. Outre les trois fonctions traditionnelles de conservation du patrimoine, de recherche et de pédagogie propres à tout établissement de ce type, le jardin se consacre à l'encadrement scientifique de l'introduction de nouvelles espèces (strictement contrôlée en Moldavie) et des cultures OGM, ainsi qu'à la végétalisation des villes moldaves.

## Secteurs et laboratoires du jardin
| Secteurs du Jardin                  | Année d'inauguration | Superficie en ha | Taxonomie                                         |
| ----------------------------------- | -------------------- | ---------------- | ------------------------------------------------- |
| Jardin alpin                        | 1982                 | 0,6              | 50 espèces                                        |
| Arboretum                           | 1972                 | 24               | 40 familles, 106 genres, 560 espèces              |
| Flore autochtone                    | 1972                 | 10,7             | 30 espèces arborées, 18 arbustives, 110 herbacées |
| Pinarium                            | 1972                 | 10               | 4 familles, 10 genres, 90 espèces                 |
| Roseraie                            | 1980                 | 3                | 10 espèces                                        |
| Floriculture                        | 1972                 | 3,5              | 3000 espèces                                      |
| Syringarium                         | 1982                 | 1                | 16 espèces                                        |
| Plantes tropicales et subtropicales | 1975                 | 0,003            | 2550 espèces                                      |
| Plantes ornementales                | -                    | -                | -                                                 |
| Verger                              | -                    | -                | -                                                 |
| Lianes                              | -                    | -                | -                                                 |
| Iridarium                           | -                    | -                | -                                                 |

### Laboratoires
- Dendrologie;
- Embryologie  végétale et Biotechnologie;
- Formations floristiques primaires et spontanées;
- Sylviculture et Géobotanique;
- Plantes aromatiques și médicinales;
- Plantes ornementales et intrusives;
- Floriculture.